# Metappana
Metappana is een geslacht van vlinders van de familie uilen (Noctuidae).

## Soorten
- M. crescentica (Hampson, 1910)
- M. crscentica Hampson, 1910
- M. ethiopica (Hampson, 1907)